# Rio Azuis

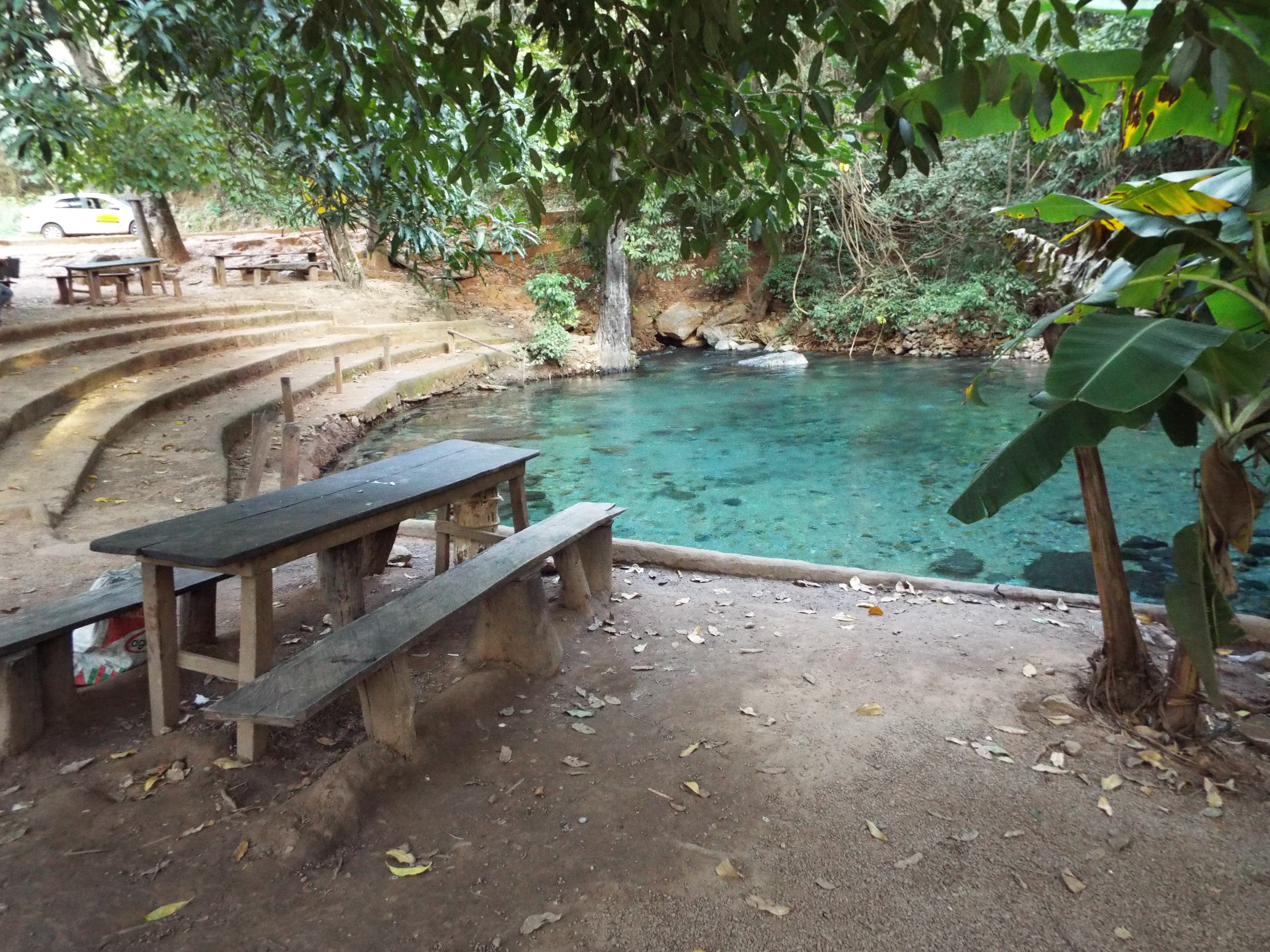
Menor rio do Brasil e o terceiro menor rio do mundo.

O rio Azuis é um curso de água localizado no município de Aurora do Tocantins, no estado do Tocantins, no Brasil. Com uma extensão de apenas 147 metros, o rio Azuis é considerado como o menor rio do Brasil e da América Latina e o terceiro menor rio do mundo, segundo o Guinness Book. O rio está situado às margens da rodovia TO-050, bem próximo ao limite intermunicipal entre Aurora do Tocantins e Taguatinga. O rio Azuis possui uma vazão de aproximadamente 11.000 litros de água por segundo, com águas transparentes com pedras em seu leito de cor azul-esverdeado. É devido à transparência de suas águas que o rio passou a receber o nome de rio Azuis. O rio possui em suas margens alguns pousadas e restaurantes que servem aos visitantes comida regionalista do Tocantins. A partir da rodovia TO-050, há uma pequena rua pavimentada que segue até a nascente do rio.
Embora com toda beleza cênica, o turismo desenfreado pode comprometer a qualidade ambiental do local. Medidas de controle de visitação devem ser adotadas visando a proteção do seu curso d'água, margens e área de preservação permanente.